# ASC De Volewijckers in het seizoen 1955/56
Het seizoen 1955/1956 was het tweede jaar in het bestaan van de Amsterdamse betaaldvoetbalclub De Volewijckers. De club kwam uit in de Hoofdklasse B en eindigde daarin op de 17e plaats, dit betekende dat de club degradeerde naar de Eerste divisie.

## Wedstrijdstatistieken

### Hoofdklasse B
|       | Alkmaar '54 | BVV   | D.F.C. | EDO   | Elinkwijk | Emma  | Sportclub Enschede | Feijenoord | De Graafschap | GVAV  | MVV   | PSV   | Rapid JC | SHS   | Sittardia | SVV   | Willem II |
| ----- | ----------- | ----- | ------ | ----- | --------- | ----- | ------------------ | ---------- | ------------- | ----- | ----- | ----- | -------- | ----- | --------- | ----- | --------- |
| Thuis | 2 – 1       | 1 – 2 | 3 – 2  | 1 – 3 | 0 – 4     | 2 – 1 | 1 – 6              | 2 – 5      | 3 – 3         | 1 – 1 | 0 – 3 | 0 – 6 | 2 – 6    | 2 – 5 | 4 – 5     | 2 – 6 | 0 – 4     |
| Uit   | 1 – 0       | 4 – 2 | 6 – 1  | 1 – 2 | 5 – 1     | 3 – 4 | 1 – 1              | 11 – 4     | 3 – 2         | 3 – 0 | 7 – 1 | 5 – 2 | 3 – 0    | 1 – 0 | 3 – 2     | 3 – 1 | 3 – 0     |

## Statistieken De Volewijckers 1955/1956

### Eindstand De Volewijckers in de Nederlandse Hoofdklasse B 1955 / 1956
| Stand | Gespeeld | Gewonnen | Gelijk | Verloren | Punten | Doelpunten voor | Doelpunten tegen |
| ----- | -------- | -------- | ------ | -------- | ------ | --------------- | ---------------- |
| 17e   | 34       | 5        | 3      | 26       | 13     | 49              | 126              |

### Topscorers
| Competitie \| # \| Naam \| \| \| -------------- \| -------------------- \| -- \| \| 1. \| Dick Schenkel \| 12 \| \| 2. \| Wout Advocaat \| 6 \| \| 2. \| Sjaak de Vries \| 6 \| \| 4. \| Simon van der Oord \| 5 \| \| 5. \| Joop van de Mast \| 4 \| \| 6. \| Bep van Breenen \| 3 \| \| 6. \| Tom Weening \| 3 \| \| 8. \| Dirk van Alphen \| 2 \| \| 8. \| Chris Smit \| 2 \| \| 10. \| Joop Daggelder \| 1 \| \| 10. \| Piet Kamstra \| 1 \| \| 10. \| Willem Ladenius \| 1 \| \| 10. \| Piet van der Muts \| 1 \| \| 10. \| Dirk de Ruiter \| 1 \| \| Eigen doelpunt \| \| \| \| – \| Manus Snijders (EDO) \| 1 \| \| Totaal \| Totaal \| 49 \| |                      |      |
| # | Naam                 | Goal |
| 1. | Dick Schenkel        | 12   |
| 2. | Wout Advocaat        | 6    |
| 2. | Sjaak de Vries       | 6    |
| 4. | Simon van der Oord   | 5    |
| 5. | Joop van de Mast     | 4    |
| 6. | Bep van Breenen      | 3    |
| 6. | Tom Weening          | 3    |
| 8. | Dirk van Alphen      | 2    |
| 8. | Chris Smit           | 2    |
| 10. | Joop Daggelder       | 1    |
| 10. | Piet Kamstra         | 1    |
| 10. | Willem Ladenius      | 1    |
| 10. | Piet van der Muts    | 1    |
| 10. | Dirk de Ruiter       | 1    |
| Eigen doelpunt |                      |      |
| – | Manus Snijders (EDO) | 1    |
| Totaal | Totaal               | 49   |